# 최충규
최충규(崔忠圭, 1961년 2월 24일~)는 대한민국의 정치인이다. 대덕구의원을 지냈으며 제13대 대덕구청장이다.

## 학력
- 회덕국민학교 (졸업)
- 회덕중학교 (졸업)
- 전북기계공업고등학교 (졸업)
- 한남대학교
  - (영어영문학 / 학사)
  - (사회복지학 / 석사)
- 충남대학교 (행정학 / 석사)
- 성균관대학교 (경영학 / 석사)

## 경력
- 신탄진번영회 이사
- 회덕초등학교 총동문회 부회장
- 회덕중학교 총동문회장
- 한남대학교 총동문회 부회장
- 2002.07 ~ 2006.06: 제4대 대전광역시 대덕구의회 의원
- 2006.07 ~ 2010.06: 제5대 대전광역시 대덕구의회 의원
  - 2008.09 ~ 2010.06: 제5대 대전광역시 대덕구의회 후반기 의장
- 국민의힘 대전광역시당 대덕구 당협위원회 상임부위원장
- 국회 정용기 의원실 보좌관
- 제20대 대통령선거 국민의힘 윤석열 후보 대덕구 선거대책위원장
- 2022.07 ~ : 제13대 대전광역시 대덕구청장

## 전과
- 도로교통법위반(음주운전): 벌금 1,000,000원 - 2004년 7월 16일 선고[1]

## 역대 선거 결과
|  | 51.85% |

|  | 15.95% |

|  | 31.92% |

|  | 38.77% |

|  | 53.36% |